# 宋守約 (成化進士)
宋守約（1443年—？），字希曾，河南懷慶府河內縣（今沁陽市）人，軍籍，明朝政治人物。

## 生平
河南鄉試第三十二名。成化十七年（1481年）辛丑科三甲第三十二名進士。同年授直隸高陽縣知縣。其生性鯁介，不事逢迎，不久降調去職。人皆惜之。

## 家族
曾祖宋福，副千戶；祖父宋；父宋鑑，母王氏。具慶下。弟守道、守經。